# Egmond-Binnen
Egmond-Binnen is een dorp in de gemeente Bergen in de Nederlandse provincie Noord-Holland.

## Geschiedenis
Het dorp is ontstaan in de vroege middeleeuwen uit het dorp Hallem (of Hallum). In de 10e en 11e eeuw komt de plaats voor als Ecmunde en Ekmunde, in 1199 als Egmunde, in 1350 als Egmonde en in 1639 als Egmont Binne.
De oorsprong van de benaming Egmond is niet duidelijk. Het zou verwijzen naar het water Egg of Egge dat hier ooit de zee in stroomde. Mogelijk was dit een zijtak van de Rekere of zelfs van het IJ. Maar ook zou het mogelijk verwijzen naar het huis Egmont. Ook een combinatie is mogelijk. Minder waarschijnlijk wordt geacht dat het verwijst naar persoonsnamen Egge of Egmund.
Egmond-Binnen is vooral bekend van het klooster en de abdij van Egmond, de Sint-Adelbertabdij. Dit is de oudste abdij van Nederland, opgericht in de tiende eeuw. Het klooster speelde een belangrijke rol in de oorlog tussen de Hollanders en de West-Friezen, en later over een groot gebied van West-Friesland. Het bezat veel land en startte een aantal inpolderingen in het gebied door het leggen van dammen, zoals de Zanddijk naar Limmen. De abdij had ook een belangrijke bibliotheek. Een deel van de graven van Holland die tussen de 10e en 13e eeuw gestorven zijn, zijn hier begraven. Een ander deel in de vrouwenabdij van Rijnsburg die tot dezelfde orde behoorde Na de verwoesting van de abdij in 1573 duurde het tot 1935 voordat monniken er weer hun geloof konden belijden. In dat jaar kwam de nieuwbouw gereed die was ontworpen door architect Alexander Kropholler.
Iets ten noorden van Egmond-Binnen, aan de duinrand, bevindt zich het St.-Lioba-klooster, een benedictijnerpriorij, die in 1935 is gesticht door de Duitse weefster Hildegard Michaelis (1900-1982), met in 2020 nog zo'n tien vrouwelijke kloosterlingen.
Verder staat in Egmond-Binnen het Protestantse kerkje, dat dateert van 1915. In de kerk kan men nog de grafsteen vinden van Isaac le Maire uit 1624, afkomstig uit de afgebroken Buurkerk. Le Maire was een van de oprichters en bewindhebber van de V.O.C. en de West-Indische Compagnie. Een bekende tijdelijke inwoner van Egmond-Binnen was de Franse filosoof René Descartes.
Egmond-Binnen, waartoe ook het dorp Egmond aan den Hoef behoorde, was tot 1 juli 1978 een zelfstandige gemeente, en is op die datum met de gemeente Egmond aan Zee samengevoegd tot Egmond. Sinds 1 januari 2001 is de gemeente Egmond gefuseerd met de gemeenten Schoorl en Bergen tot de gemeente Bergen.